# Ксенија Јанковић
Ксенија Јанковић (26. октобар 1958) је српско-руска челисткиња.

## Биографија
Ксенија Јанковић је рођена 1958. године у Нишу (Србија), у српско-руској породици музичара. Мајка јој је пијанисткиња, док јој је отац диригент. Очараност челом натерали су је да почне да учи тај инструмент са својим оцем већ са непуних 6 година. Недуго затим, Ксенија постаје ученик професора Јанка Ристића. у Београдској музичкој школи и дебитује са Београдском филхармонијом са само 9 година. Резултат и потврда њеног напорног рада и истинске посвећености наступају две године касније, када је Ксенија Јанковић добила стипендију од стране Московског конзерваторија, где студира са челистима Стефаном Каљановим и Мстиславом Растроповићем Усавршавање наставља са Пјером Фурнијером у Женеви (Швајцарска) и Андре Наваром у Детмолду (Немачка), као и сарадњом са Шандором Вегом и Ђерђем Шебоком. Тренутно, Ксенија Јанковић живи у Немачкој. Удата је за немачког челисту Кристофера Рихтера и има сина Александра.

## Каријера
Након победа на неколико националних и интернационалних такмичења, Ксенија Јанковић је 1981. године освојила прву награду славног конкурса Gaspar Cassado у Фиренци (Италија), чиме је започела њена међународна афирмација. У исто време, освојила је и Лино Филипини награду за најбољу интерпретацију Брамса. Поред реситала које је одржала широм Европе, Ксенија Јанковић као солиста наступа са престижним оркестрима, попут Лондонске, Будимпештанске и Московске филхармоније, Оркестра Романске Швајцарске, оркестра Радио Берлинa, Копенхагена и Мадрида.
Као једног од најинтересантнијих челиста данашњице, рецитали Ксеније Јанковић су често били описивани као незаборавни, осећајни и потресни. Часопис Тајмс (Лондон) је Ксенијино извођење Варијација на Роkоkо тему (Чајковски) описао као „Ксенија Јанковић нам је показала нам да су музика и она једно“. Као активни музичар, блиско је сарађивала са Гидоном Кремером, Андрашом Шифом, Хајнцом Холигером и Табе Цимерман. Данас, Ксенија Јанковић наступа са својим мужем Кристофом као Бокерини Челудио. Такође, са Силке Авенхоуc и Арвидом Енгегардом чини Мунцх Трио. Редовно наступа на интернационалним фестивалима широм света. Последњих година, ова плодна челисткиња је изводила реситале у најпрестижнијим салама Европе и била позивана на фестивале попут Бордоа, Дубровачке љетне игре, Стрезе, Лудвигсбурга, Вилбурга и других. Више пута је гостовала на фестивалу камерне музике Гидона Кремера у Локенхаусу, а од 2012. године је уметнички директор Камерних недеља на Мусикдорф Ернен фестивалу у Швајцарској.
Ксенија Јанковић заузима важно место у студијама савремене чело музике. На својим плочама и компакт-дисковима је сарађивала са уметницима попут Александар Маџара, Наде Кецман, Ирене Графенауер и других, где је изводила чело остварења Баха, Брамса, Дебисија, Чајковског, Прокофјева, Љубице Марић или Ивана Јевтића, као и концерте за чело Јулијуса Кленгела.

## Педагошки рад
У последњих 20 година Ксенија Јанковић активно ради са младим музичарима. Почела је као професор чела на Музичкој академији у Загребу (Хрватска) (1985—1987), затим Факултету музичке уметности у Београду (Србија) (1987—1989) и Високој школи за музику у Вицбургу (Немачка) (1990—2004). Тренутно, Ксенија Јанковић предаје на познатој Високој школи за музику у Детмолду (Немачка). Међу њеним најпознатијим ученицима су Сузан Беер, Брижит Мек Ре, Себастјан Јолес, Ванда Ђаниk, Улф Схаде, Дирк Wитегер, Жерно Нуценбергер, као и многи други.